# Организация
Организа́ция (от греч. ὄργανον — «инструмент») — это термин, который употребляется для обозначения социальной группы, которая распределяет выполнение задач между участниками для достижения определённой коллективной цели. Организации могут быть как формальными, признанными государством (юридическое лицо), так и неформальными.
Налоговый кодекс Российской Федерации (НК РФ) приравнивает организации к юридическим лицам, которые с физическими лицами являются основными налогоплательщиками Российской Федерации — России. При этом иностранными организациями признаются образования, обладающие гражданской правоспособностью в соответствии с законодательством иностранных государств, а также их филиалы и представительства на территории Российской Федерации, даже если они не являются самостоятельными юридическими лицами.

## Значение термина
Российские экономисты термином «организация» чаще всего обозначают сложное производственное образование, сформированное из производственно самостоятельных, но объединённых общим руководством предприятий.
В западной литературе это понятие рассматривают гораздо шире. Например, в американском менеджменте организация определяется как «группа людей, деятельность которых сознательно координируется для достижения общей цели или целей». Такая трактовка позволяет рассматривать проблематику организаций комплексно — от исследования причин возникновения и организационного оформления к построению эффективных организаций (выбора оптимальных организационных форм и структур, проведения организационных изменений и так далее).
Учитывая принцип внутренней жизни, совокупность организаций как социальных образований можно классифицировать на формальные и неформальные.
Формальную организацию характеризует определённый порядок, зафиксированный в уставе, правилах, планах, нормах поведения, позволяет сознательно координировать социальные взаимодействия для достижения конкретной общей цели.
Неформальная организация основывается на товарищеских отношениях, личном выборе связей, она отражает реальное положение дел, которое может не соответствовать формальной организации и проявляется в наличии «малых» групп (до 10 человек). Социальные взаимодействия в неформальной организации не имеют общей или сознательно координированной общей цели.

## Исследования
Для целей управления изучение организации является ценным в основном с инструментальной точки зрения. Для коммерческих компаний организация является средством достижения цели, которая заключается в создании определённых ценностей для заинтересованных сторон (акционеров, сотрудников, клиентов, поставщиков, общества). Кроме того, организацию описывают как «функцию управления, которая заключается в назначении задач, определении задач для подразделений и выделении ресурсов для их выполнения в подразделениях».

### Общие черты организаций и их типы
Организация состоит из групп (коллективов). По определению Марвина Шоу группа (коллектив) — это два и более лица, которые взаимодействуют друг с другом таким образом, что каждое лицо оказывает влияние на конкретных людей (работников) и одновременно находится под влиянием конкретных людей. В организации тесно переплетены два вида групп: формальные и неформальные.

#### Формальные группы
Формальные группы создаются по необходимости руководителя в результате вертикального и горизонтального разделения труда с целью выполнения определённых задач и достижения конкретных целей. Выделяют три типа формальных групп:
- Группы руководителей (командные группы): президент компании и вице-президент, начальник цеха и его заместители и тому подобное.
- Целевые производственные (хозяйственные) группы: группы технологов, дизайнеров, конструкторов, финансистов, экономистов и тому подобное.
- Комитеты, которые в свою очередь делятся на специальные (комитет по устранению брака на производстве, комитет по сокращению работников, ликвидационная комиссия) и постоянные (ревизионная комиссия, научно-технический совет, совет директоров и другие).

#### Неформальные группы
Неформальные группы создаются спонтанно, на основе социального взаимодействия. Работники вступают в неформальные группы для удовлетворения необходимости чувств сопричастности, взаимопомощи, взаимной защиты, тесного общения. В неформальных группах также определённая структура, неформальный лидер, они используют в своей деятельности неписаные правила (нормы), но управлять ими гораздо сложнее, чем формальными группами.

### Общие черты организаций
- Целевой характер создания.
  - Наличие ресурсов: людей, капитала, материалов, технологии, информации и тому подобное.
- Зависимость от внешней среды (экономических условий, общественных организаций, международных событий, законодательных актов, конкурентов, менталитета общества и тому подобное).
- Горизонтальное разделение труда (выделение конкретных задач), подразделения, которые возникли в результате горизонтального разделения труда.
- Вертикальное разделение труда, направленное на координацию работы, то есть осуществление процесса управления.
- Необходимость управления.
- Планирование деятельности.
- Наличие формальных и неформальных групп.
- Осуществление определённых видов деятельности (государственной, производственной, финансовой, инвестиционной, торговой, научно-исследовательской и тому подобное).

## Организационные структуры
Изучение организации включает в себя исследования организационной структуры с целью её оптимизации.

## Особенности организации
Организация как специфическое социальное образование, форма совместной деятельности людей в производстве материальных благ (товаров) и услуг, обладает определёнными особенностями. Успешное управление (менеджмент) организацией предполагает понимание их основных черт и принципов функционирования, составляющих внутренней и внешней среды, развития организаций в различных социально-экономических формациях, особенностей коммерческих и некоммерческих организаций, функций, способов управления организационным развитием.